# مسجد میرزا محمدعلی
مسجد میرزا محمدعلی در نیاکی‌محله آمل و کنار تکیه نیاکی می‌باشد. این بنا در سال ۱۲۵۵ هجری قمری توسط میرزا محمد علی نیاکی ساخته شده و در دوره‌های بعد، تغییرات و تعمیراتی در آن انجام شده است. بر بالای محراب، لوحه‌ای چوبین به تاریخ ۱۲۵۵ هجری قمری نصب شده است.